# Segin Wayewol
Segin Wayewol est un footballeur français et néo-calédonien des années 1970. Il évoluait au poste de milieu de terrain.

## Biographie
Il participe à la Coupe d'Océanie 1973, inscrivant un but contre les Nouvelles-Hébrides et deux contre les Fidji. Il termine co-meilleur buteur de la compétition avec trois buts, en compagnie d'Errol Bennett et d'Alan Marley. La Nouvelle-Calédonie est éliminée au premier tour de la compétition.

## Palmarès

### Distinctions personnelles
- Co-Meilleur buteur de la Coupe d'Océanie en 1973 (3 buts)